# Чеплетен
Чепле́тен (болг. Чеплетен) — село в Смолянській області Болгарії. Входить до складу общини Смолян.

## Населення
За даними перепису населення 2011 року у селі проживали 57 осіб, усі — болгари.
Розподіл населення за віком у 2011 році:
Динаміка населення: